# Шопінський Василь
Васи́ль Шопі́нський (або Шопи́нський, справжні ім'я, по батькові та прізвище — Василь Мартинович Жоночин; 22 липня 1887, село Терешівці, нині Хмельницького району Хмельницької області — 26 серпня 1967, Нью-Йорк, США) — український письменник (поет, прозаїк, драматург, перекладач) і громадський діяч у США прокомуністичного спрямування. Окремі твори підписував псевдонімами «Шило», «Тремп».

## Біографія
Василь Мартинович Жоночин родом із Поділля. Він народився 22 липня 1887 року за 14 верст від містечка Меджибіж — у селі Терешівці Летичівського повіту Подільської губернії. Нині це село на сході Хмельницького району Хмельницької області (за 30 км від обласного та районного центру). Походив із сім'ї селянина-бідняка. 1908 року 21-річний Василь виїхав до США. Працював там на різних фабриках і заводах як робітник-металіст. Микола Тарновський писав, що «Жоночин пройшов Америку від океану до океану — подібно до Горького, що пішки мандрував по Європейській Росії. Звідси і псевдонім його Тремп, що походить від англійського tramp і означає бродяга, бурлака».
Помер 26 серпня 1967 року в Нью-Йорку, проживши 80 років.

## Творчість
На початку 1917 року в газеті «Свобода» було надруковано два вірші за підписом «Шопінський» із зазначенням «Чикаго, штат Іллінойс»: 2 січня — «Умер поет» із підзаголовком «Пам'яті Івана Франка» (Франко помер 28 травня 1916 року у Львові), 11 січня — «Рудокоп» із підзаголовком «З Ібсена».
Друкувався з 1919 року в соціалістичній газеті «Робітник», що виходила в Нью-Йорку. Із заснуванням у вересні 1919 року Української федерації комуністичних партій в Америці «Робітник» став її органом і з кінця січня 1920 року виходив як щоденник під назвою «Українські щоденні вісті». 9 жовтня 1920 року в «Українських щоденних вістях» було надруковано аж три вірші Василя Жоночина за підписом «Тремп», присвячені робітничій тематиці: «Фабрика», «Праці раб», «Фабричному братові».
У першому з цих віршів поет змалював тяжкі умови праці на фабриці, де «вохко, хмуро, нема сонця, всюди тьма». Фабрику, де люди «гнуть покірно свої спини», поет порівняв із тюрмою. Поет прагне вирватись на волю з того пекла, «де б не пив кров робітничу кат-тиран».
У другому вірші змальовано жертву панського ладу, що «мов висохлий кістяк», а «хліба й кусника не має». Якщо в першому вірші автор лише мріє вирватись на волю з фабрики-тюрми, то в другому він висловлює тверду віру в прийдешній час, коли виснажені раби зруйнують царство тиранів і збудують край правди.
У третій поезії автор запевняє робітника:
І щастя і доля твоя лиш в тобі,
А їх ти здобути лиш можеш в борбі.
Друкувався в радянських журналах «Червоний шлях» і «Плужанин», галицькому журналі «Нова культура». Так, у «Червоному шляху» було надруковано нарис Шопінського «Білий порошок» (1924, № 1—2), оповідання «Shop is my home» з підзаголовком «З американського робітничого життя» (1924, № 4—5), «В лісі» (1927, № 6), у «Плужанину» — оповідання «На жнивах» (1926, № 4—5), «Там, де проливається піт» (1927, № 3).
5 вересня 1924 року група письменників (Михайло Андрійчук, Василь Шопінський, Володимир Сиротенко, Дем'ян Бориско, М. Вірляна, К. Добровольський, М. Задунайський, Микола Тарновський) заснували філію «Гарту» у США. Заокеанська філія «Гарту» існувала порівняно недовго, її члени проводили досить різноманітну культурно-освітню роботу: виступали з лекціями, розповсюджували літературу, організовували літературні вечори та дискусії з питань літератури та мистецтва.
Автор виданих у Радянській Україні збірки новел «Фабрична неволя» (Державне видавництво України, 1925; 180 сторінок, ціна 50 копійок), п'єс «Жебрацька Америка» (1930), «Змова пінкертонівців» (1931), «Пеони» (журнал «Молодняк», 1930, № 9), оповідання «Маленька робітниця» (журнал «Жовтень», 1959, № 8) тощо.
Літературознавець Олександр Білецький, роблячи огляд белетристики 1925 року, зазначив:
| Цілком осторонь від наших художніх шукань стоїть і книга В. Шопінського «Фабрична неволя» (ДВУ), що прийшла з Канадської України і зацікавлює своїм змістом, написана зі знанням побуту невільників американського капіталу. |
П'єса «Жебрацька Америка», видана 1930 року в Харкові, з'явилася 1929 року в США під назвою «Бред Лайн». Вона справедливо зображували важкий побут іммігрантів в Америці, показувала продаж безробітних людей на площі у XX столітті. П'єса має чотири дії, перша з яких відбувається в Чикаго, решта — в Нью-Йорку. Прем'єра п'єси «Бред Лайн» відбулася 14 квітня 1929 року в Нью-Йорку в Українському робітничому домі. Її поставив театральний гурток при Українському робітничому клубі. Режисер Олег Азовський (Єлисей Андрійович Карпенко). Ролі виконували:
- Карачунівна — Шопінська,
- Мері — М. Побіденко,
- Лора — К. Іваночківна,
- Сура — Я. Настасівська,
- Донан — І. Побіденко,
- Толь — Я. Вакун,
- Майк — О. Азовський,
- Насєдкін — Ф. Бражник,
- Джек з Баврі — С. Ганчук,
- Лендер — П. Керкера,
- Зеро — А. Питляр.

У п'єсі також були задіяні «голодні, безробітні, страйкери, боми й поліцаї».
Інші драматичні твори:
- «Самопалка» (Нью-Йорк, 1921) — картина з революційного життя в Україні у двох діях;
- «Малий Тарас» (Нью-Йорк, 1930; 32 сторінки; «Бібліотека Союзу українських робітничих організацій», накладом «Українських щоденних вістей») — дитяча п'єса на три дії.

Переклади:
- Науковий і утопічний соціалізм / А. Голубков; Переклав з російської В. Шопінський. — New York: Видання української федерації американської соціалістичної партії, 1919. — 46 с.